# Listă de filme de acțiune din anii 2020
Aceasta este o listă de liste de filme de acțiune din anii 2020:
- Listă de filme de acțiune din 2020
- Listă de filme de acțiune din 2021
- Listă de filme de acțiune din 2022
- Listă de filme de acțiune din 2023
- Listă de filme de acțiune din 2024
- Listă de filme de acțiune din 2025
- Listă de filme de acțiune din 2026
- Listă de filme de acțiune din 2027
- Listă de filme de acțiune din 2028
- Listă de filme de acțiune din 2029